# Wolnościowy municypalizm
Wolnościowy municypalizm (ang. libertarian municipalism) – termin użyty po raz pierwszy przez wolnościowego socjalistę Murraya Bookchina, stosowany dla określenia wariantu anarchistycznego ustroju społecznego, w którym państwo zastąpione jest przez wolną konfederację miast, rządzonych przez instytucje demokracji uczestniczącej.